# ساندور توث
ساندور توث هو صحفي وشاعر وسياسي مجري، ولد في 18 أغسطس 1939 في سولنوك في المجر، وتوفي في 11 سبتمبر 2019. نشط حزبياً في حزب الشعب الديمقراطي المسيحي. وقد انتخب عضو الجمعية الوطنية المجرية ‏.